# Anomoia purmunda
Anomoia purmunda är en tvåvingeart som först beskrevs av Harris 1780.  Anomoia purmunda ingår i släktet Anomoia och familjen borrflugor. Arten är reproducerande i Sverige. Inga underarter finns listade i Catalogue of Life.

## Bildgalleri

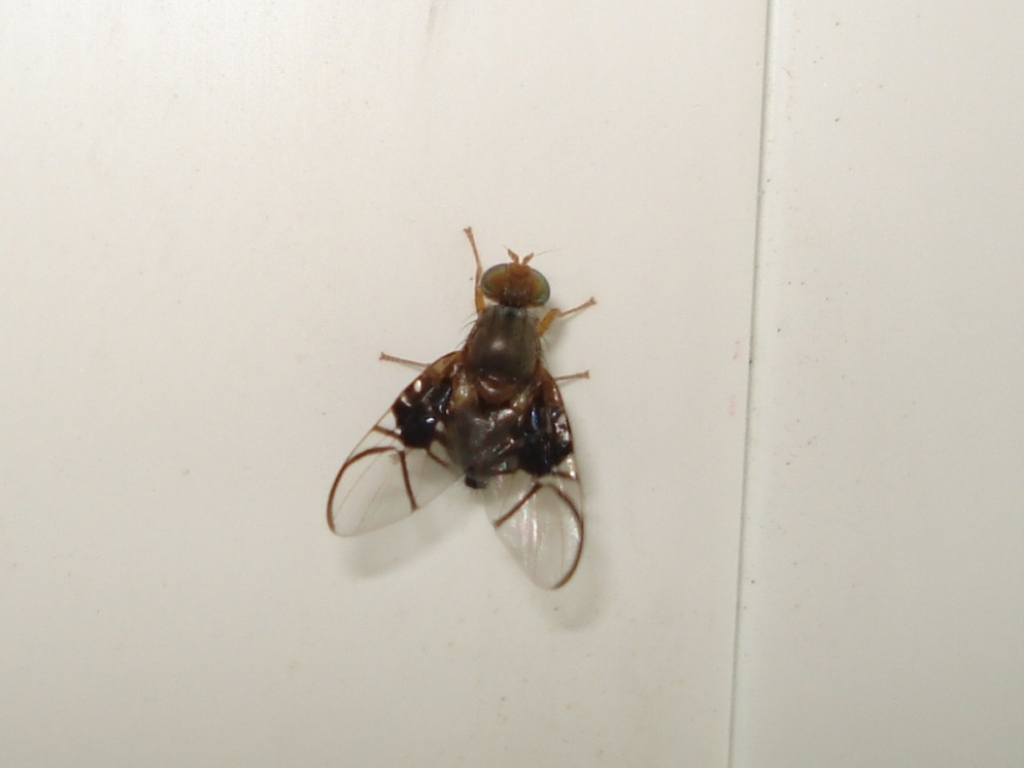
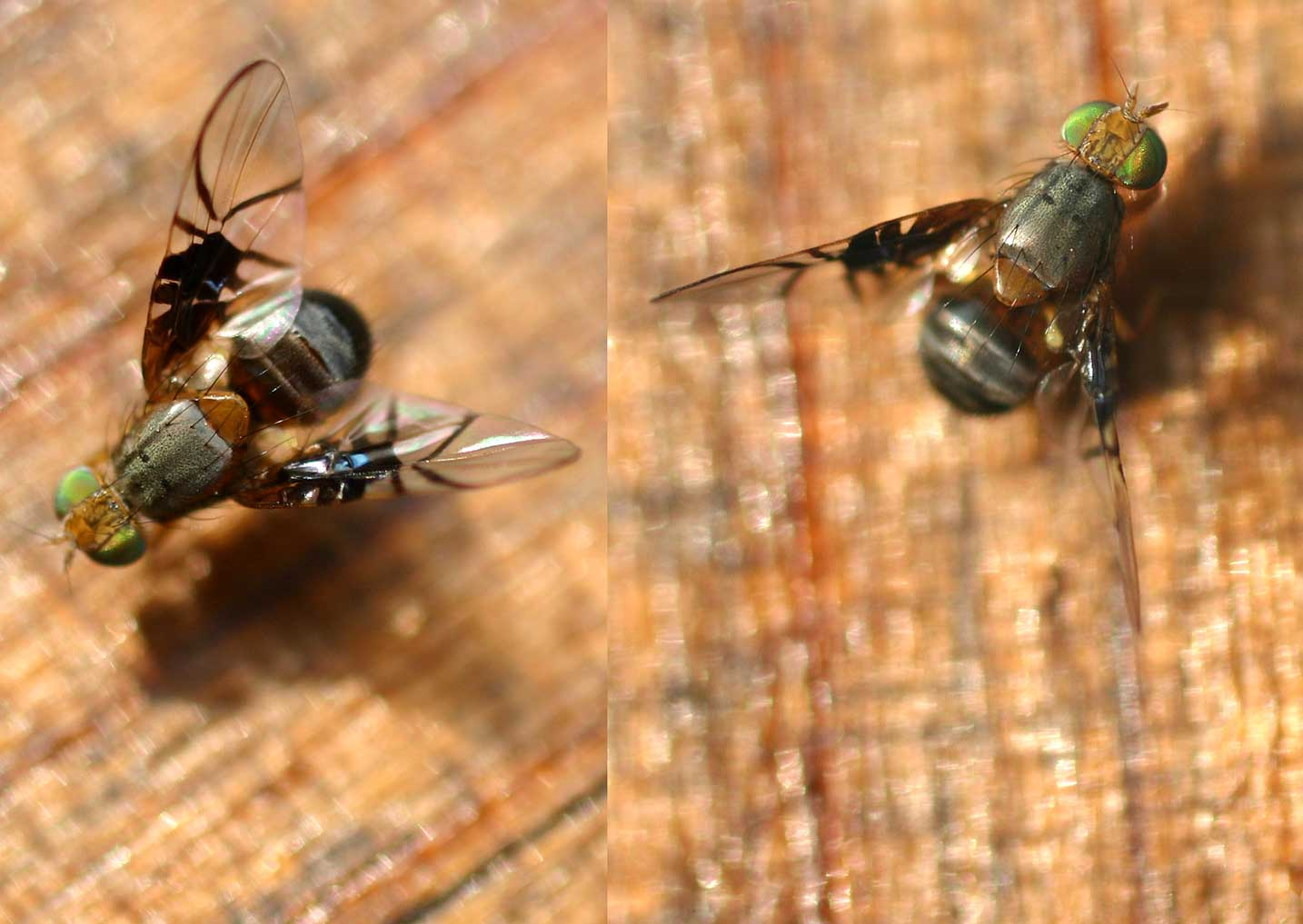
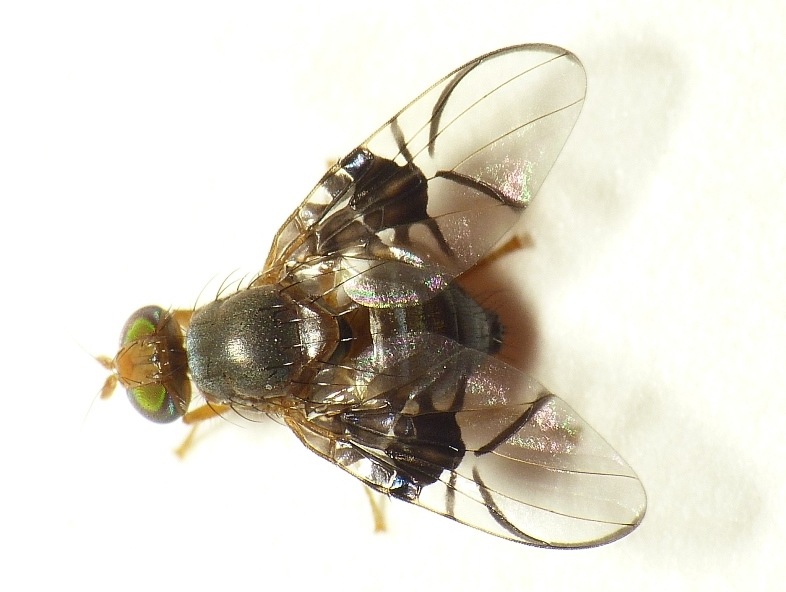
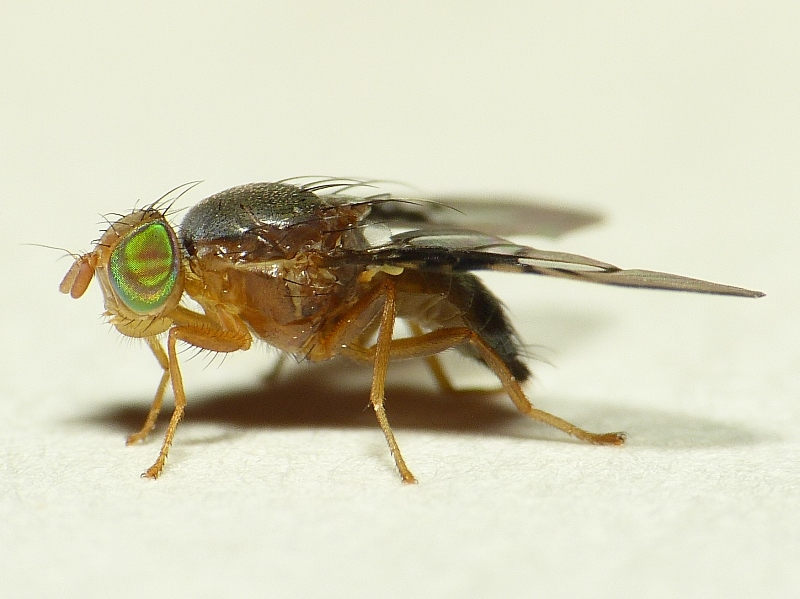